# Habrocneminae
Sous-famille
Les Habrocneminae sont une sous-famille d'insectes orthoptères de la famille des Acrididae.

## Distribution
Les espèces de cette sous-famille se rencontrent en Chine du Sud, au Viêt Nam et en Birmanie.

## Liste des genres
Selon Orthoptera Species File (31 octobre 2018) :
- Habrocnemis Uvarov, 1930
- Tectiacris Wei & Zheng, 2005

## Publication originale
- Yin, 1982 : On the taxonomic system of Acridoidea from China. Acta Biologica Plateau Sinica, vol. 1, no 1, p. 69-99.